# Lagarde-sur-le-Né
Lagarde-sur-le-Né è un comune francese di 190 abitanti situato nel dipartimento della Charente, nella regione della Nuova Aquitania.

## Società

### Evoluzione demografica
Abitanti censiti